# Witold Czarnek
Witold Ksawery Czarnek (ur. 2 kwietnia 1888 w Jarosławiu, zm. 24 lipca 1942 w Sachsenhausen) – polski adwokat, doktor praw, działacz społeczny. 

## Życiorys
Syn Władysława inżyniera w austriackich kolejach państwowych, brat Zbigniewa Wiktora (1887–1940) podpułkownika WP, lekarza, ofiary zbrodni katyńskiej. W 1906 zdał z odznaczeniem maturę w CK III Gimnazjum im. Króla Jana Sobieskiego w Krakowie. Studiował prawo na Uniwersytecie Jagiellońskim. Od lat 20. XX w. prowadził kancelarię adwokacką w Rzeszowie. Kandydat Bloku Katolicko-Narodowego w wyborach do Sejmu w 1928. Od lipca 1929 wiceprezes Zarządu Okręgowego Stronnictwa Narodowego w Rzeszowie. Zaangażowany w prace Akcji Katolickiej. Żonaty z Janiną Łobos, miał dwóch synów Lesława i Janusza.
Aresztowany przez Niemców w listopadzie 1939 i zwolniony po tygodniu. Ponownie aresztowany w maju 1940 i wywieziony do KL Sachsenhausen-Oranienburg, gdzie zmarł 24 lipca 1942.